# Simplex Traffic Signal

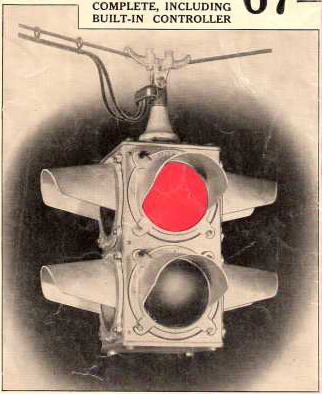
Vier-Richtungs-Signal Darley Simplex C-810 Two bulb in Ohio

Das Simplex Traffic Signal vom Hersteller W.S. Darley & Co. ist eine der ersten elektrischen Ampelanlagen. Eine andere Anlage des Herstellers American Traffic Signal Co. wurde am 5. August 1914 in Cleveland, Vereinigte Staaten, in Betrieb genommen und im selben Jahr patentiert. Sie wurde an allen vier Ecken der Straßenkreuzung East 105th Street und Euclid Avenue, einer wichtigen Ausfallstraße entlang des Eriesees in Richtung Nordost nach Buffalo, aufgestellt. Die Anfertigung der ersten Geräte geht auf Polizeihauptwachtmeister William Potts (1883–1947) zurück, wenig später wurden diese von vielen Herstellern nachgebaut.
Die Einweihungszeremonie fand am 5. August 1914 unter großer Anteilnahme der Bevölkerung statt. Rechtsanwalt Alfred A. Benesch (1879–1973), Vorsitzender des Sicherheitskomitees, setzte die Anlage um 17:00 Uhr in Betrieb, da zu diesem Zeitpunkt wegen der Hauptverkehrszeit höchste Verkehrsdichte herrschte.

## Geschichte
Mit Beginn des 20. Jahrhunderts nahm der Automobilverkehr um ein Vielfaches schneller zu, als der Ausbau der Straßen möglich war.:S. 381 Fußgänger waren in den Innenstädten während der Hauptverkehrszeit schneller unterwegs als Autofahrer. Als Vorläufer der Technik gelten Semaphore, eine Art Formsignale, ähnlich, wie sie auch bei der Eisenbahn eingesetzt wurden. Diese wurden ab 1908 versuchsweise im nahen Toledo ausprobiert. Bis 1930 waren alle entsprechenden Anlagen wieder verschwunden. Semaphore galten als zu schlecht sichtbar, vor allem bei Nacht.:S. 382 Auch in Leipzig und in New York wurden ähnliche Versuche gestartet, wobei mangels Erwähnung in der lokalen Presse eine genaue Bestimmung des Vorreiters nicht möglich ist.:S. 383 
Auch das Simplex Traffic Signal war nach den Vorbildern bei der Eisenbahn konstruiert, die wiederum Anleihe bei der Schifffahrt genommen hatten.:S. 385 Rote und grüne Signallampen für Backbord und Steuerbord waren bei der Berufsschifffahrt seit 1852, bei Segelschiffen ab 1857 gebräuchlich. Freie Fahrt auf See konnte gefahrlos erfolgen, wenn sich die beiden Schiffe an Steuerbord passierten. Die Verwendung von „Grün“ für Freie Fahrt war daher naheliegend. Rotes Licht hat eine hohe Tragweite und ist bei Nacht gut von grünem zu unterscheiden. Auch Leuchtfeuer benutzen ausschließlich weißes, rotes und grünes Licht für die laterale Navigation. 1868 wurde die weltweit erste Lichtsignalanlage zur Steuerung des Verkehrs am Londoner Parliament Square errichtet. Die roten und grünen Laternen wurden mit Gaslicht betrieben, erwiesen sich jedoch als störanfällig.
Im Frühjahr 1914 wurde erstmals vermehrt von Autounfällen berichtet, vor allem in den Großstädten des Mittleren Westens, wo sich die Autoindustrie etabliert hatte.:S. 382 Aus der gleichen Zeit stammt auch das achteckige Stoppschild, das vom Motor Club of Michigan in Michigan erstmals aufgestellt wurde. Dieses Schild soll mit dazu verholfen haben, das Gebot der gegenseitigen Rücksichtnahme, den Leitgedanken vieler Straßenverkehrsordnungen, zu akzeptieren.:S. 383

## Technik
Das Simplex Traffic Signal bestand aus einer oberen und einer unteren Leuchtkammer, die jeweils zu zwei Seiten hin rote und grüne runde Glasscheiben mit einer Blechabschirmung gegen das Sonnenlicht besaßen. Brannte die Leuchte in einer Kammer, wurde somit für die eine Straße rotes, für die andere Straße grünes Licht angeordnet, durch Beleuchtungswechsel auf die andere Kammer wurde das Signal umgestellt. Die Glühbirnen waren durch getrennte Elektrokabel mit einem Schalthäuschen verbunden, das etwas erhöht über Straßenniveau lag und im Winter beheizt werden konnte. Von dort aus war es einem Polizisten möglich, die Ampeln je nach Verkehrslage manuell zu schalten. Diese Handbedienung ging nicht zwangsläufig auf mangelnde technische Schaltfähigkeit zurück: Bereits wenige Jahre später wurde aus Kostengründen mithilfe der Reynolds Time-O-Matic-Steuerung auf die Handschaltung verzichtet. Jedoch wurde über die Anfangsjahre später geurteilt, dass „niemand erwartete, dass Fahrer, Wagenführer oder Fußgänger einem solchen Signal ohne Polizeipräsenz folgen würden.“ Bei der Anlage der American Traffic Signal Co. stand der diensthabende Polizist zusätzlich mit der Leitstelle in Verbindung und konnte bei Feueralarm alle Ampeln auf Rot stellen und einen zusätzlichen Gong wie an Bahnschranken auslösen, um den Fahrzeugführern zu signalisieren, die Straße für die Feuerwehr frei zu machen.
Die Anlage wurde als „manually controlled traffic light system using electric lights“ unter der Nummer 1.251.666 patentiert. Ins Glas eingegossen waren die Buchstaben „STOP“ und „MOVE“. Der damals 31-jährige Erfinder selbst versäumte die Patentanmeldung und hatte daran keine Teilhabe.